# Calopogonium mucunoides
Calopogonium mucunoides är en ärtväxtart som beskrevs av Nicaise Auguste Desvaux. Calopogonium mucunoides ingår i släktet Calopogonium och familjen ärtväxter. Inga underarter finns listade i Catalogue of Life.

## Bildgalleri

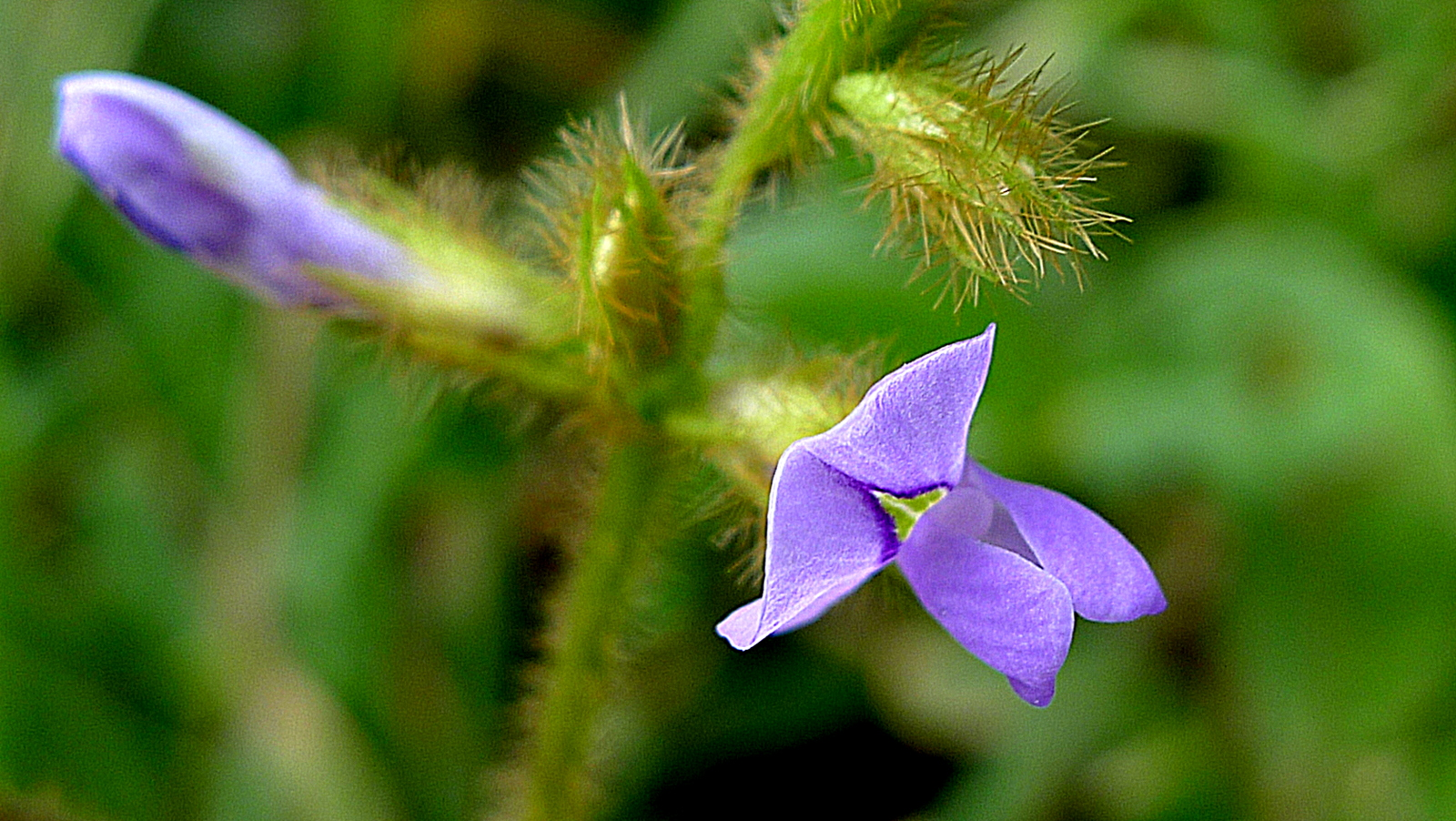
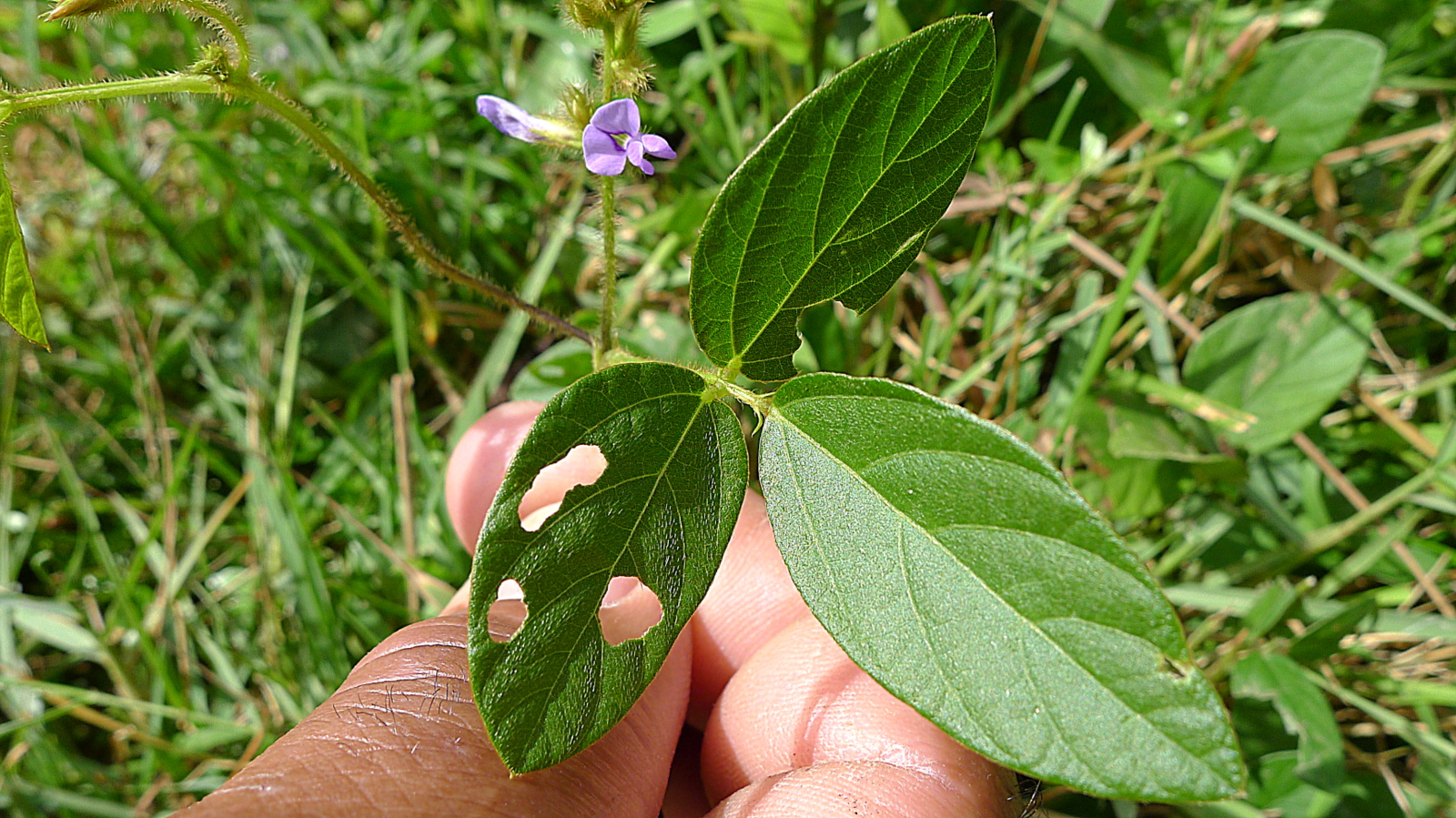
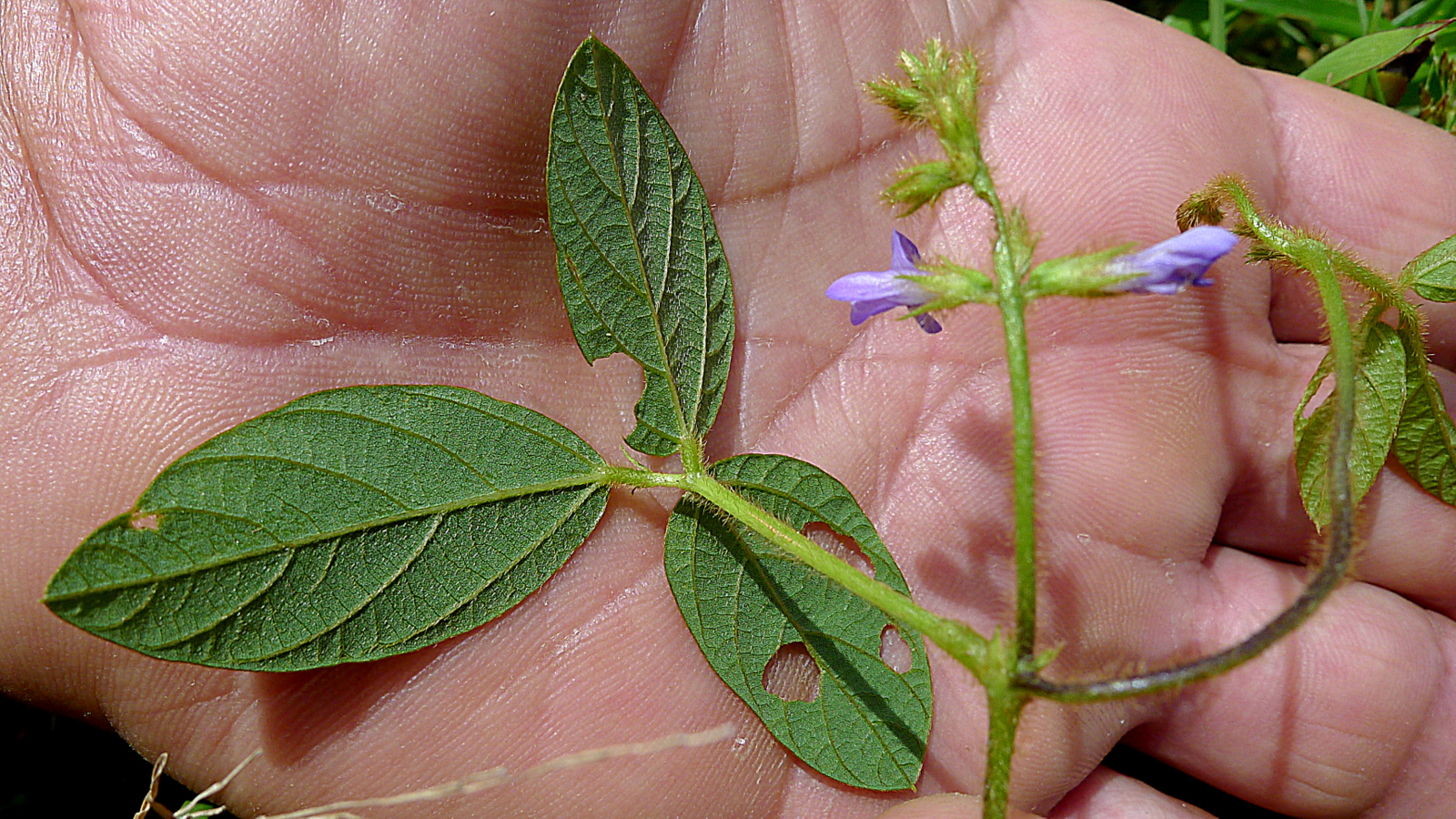
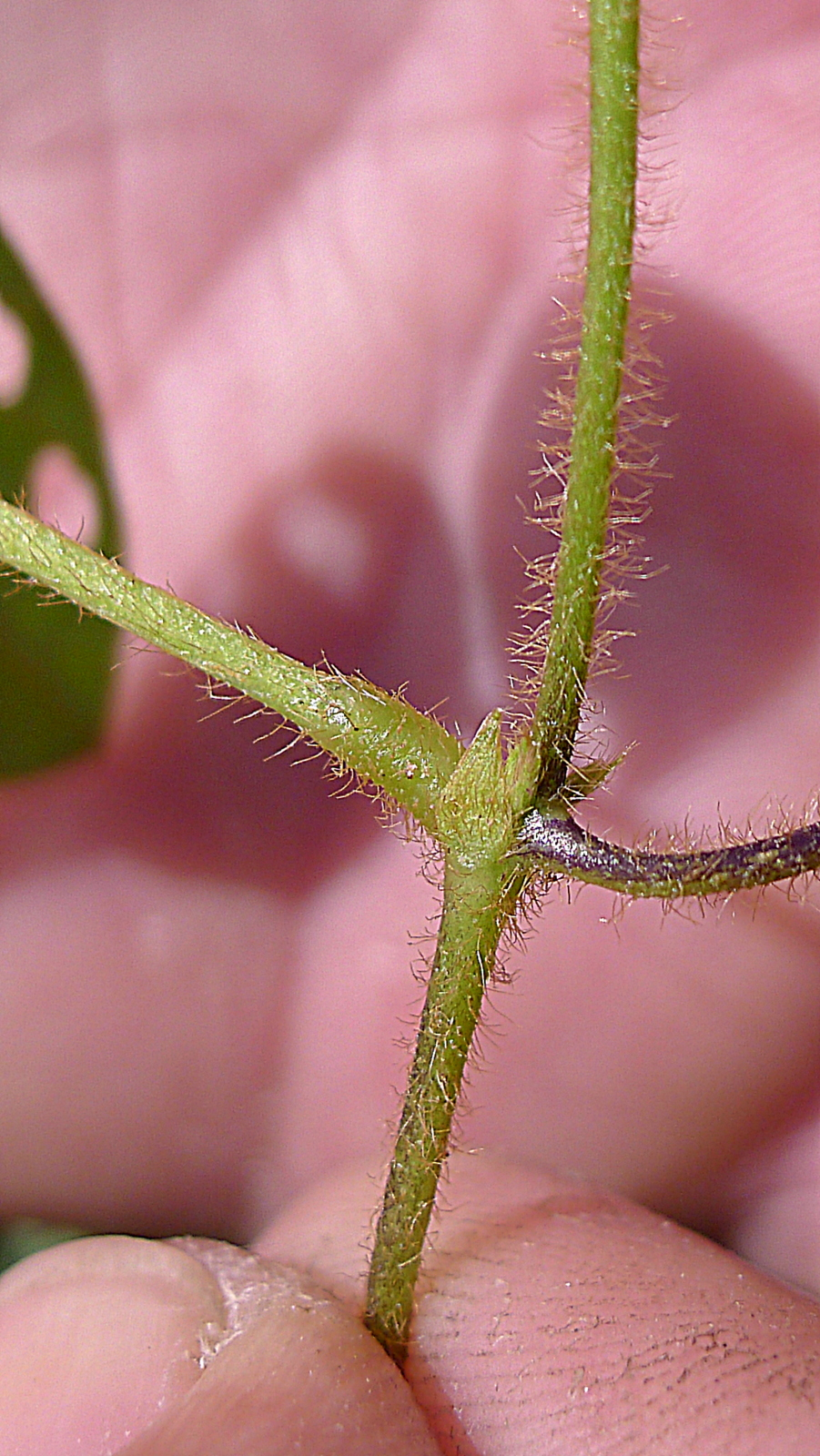